# Medulla (Florida)
Medulla es un lugar designado por el censo ubicado en el condado de Polk en el estado estadounidense de Florida. En el Censo de 2010 tenía una población de 8.892 habitantes y una densidad poblacional de 607,43 personas por km².

## Geografía
Medulla se encuentra ubicado en las coordenadas 27°57′31″N 81°58′53″O / 27.95861, -81.98139. Según la Oficina del Censo de los Estados Unidos, Medulla tiene una superficie total de 14.64 km², de la cual 14.47 km² corresponden a tierra firme y (1.19%) 0.17 km² es agua.

## Demografía
Según el censo de 2010, había 8.892 personas residiendo en Medulla. La densidad de población era de 607,43 hab./km². De los 8.892 habitantes, Medulla estaba compuesto por el 78.89% blancos, el 13.72% eran afroamericanos, el 0.36% eran amerindios, el 1.24% eran asiáticos, el 0.02% eran isleños del Pacífico, el 3.08% eran de otras razas y el 2.69% pertenecían a dos o más razas. Del total de la población el 13.38% eran hispanos o latinos de cualquier raza.